# Hugo Talavera
Hugo Talavera (Asunción, 31 ottobre 1949) è un ex calciatore paraguaiano, di ruolo centrocampista.

## Carriera

### Club
Giocò nella massima serie paraguaiana  e in quella argentina.

### Nazionale
Con la Nazionale paraguaiana vinse la Copa América 1979.